# Vlagtwedde (ancienne commune)
Pour les articles homonymes, voir Vlagtwedde.
Vlagtwedde est une ancienne commune néerlandaise, située dans le sud-est de la province de Groningue, le long de la frontière allemande, dans la région de Westerwolde (nl). La mairie était située à Sellingen. Sur le territoire de l'ancienne commune, on trouve également le village fortifié de Bourtange.
L'ancienne commune était traversée par plusieurs cours d'eau :
- rivières : Ruiten-Aa, Westerwoldse Aa
- canaux : Canal du Ruiten-Aa, Ter Apelkanaal

Pendant la première moitié du XIXe siècle, la commune était séparée en deux communes : Vlagtwedde et Bourtange.

## Localités
L'ancienne commune de Vlagtwedde était composée des localités suivantes : Abeltjeshuis, Bakovensmee, Barnflair, Borgertange, Borgerveld, Bourtange, Burgemeester Beinsdorp, De Bruil, Ellersinghuizen, Hanetange, Harpel, Hasseberg, Hebrecht, 't Heem, Jipsingboermussel, Jipsingboertange, Jipsinghuizen, Lammerweg, Laude, Lauderbeetse, Laudermarke, Lauderzwarteveen, Leemdobben, De Maten, Munnekemoer, Over de Dijk, Overdiep, Pallert, Plaggenborg, Poldert, Renneborg, Rhederveld, Rijsdam, Roelage, 't Schot, Sellingen, Sellingerbeetse, Sellingerzwarteveen, Slegge, Stakenborg, Stobben, Ter Apel, Ter Apelkanaal, Ter Borg, Ter Haar, Ter Walslage, Ter Wisch, Veele, Veerste Veldhuis, Vlagtwedde Vlagtwedder-Barlage, Vlagtwedder-Veldhuis, Weende, Weenderveld, Weite, Wessingtange, Wollingboermarke, Wollinghuizen, Zandberg (partiellement), Zuidveld.

## Jumelage
- Andrésy (Yvelines) (France) depuis 2000